# هادی دهقانی
هادی دهقانی (انگلیسی: Hadi Dehghani؛ زاده ۲۱ مارس ۱۹۹۰) یک بازیکن فوتبال اهل بندرعباس روستای احمدی است.